# Wassyl Schurakiwskyj
Wassyl Schurakiwskyj (ukrainisch Василь Жураківський; * 23. Januar 1991 in Kremenez) ist ein ehemaliger ukrainischer Skispringer, der zuvor auch in der Nordischen Kombination startete.

## Werdegang

### Werdegang Nordische Kombination
Schurakiwskyj nahm von 2006 bis 2010 jedes Jahr an der Junioren-Skiweltmeisterschaft teil, blieb aber erfolglos. Sein bestes Ergebnis war ein 46. Platz 2009 in Štrbské Pleso. Außerdem nahm er bei zwei Wettbewerben im B-Weltcup teil, die beide in der Saison 2007/08 stattfanden. Im finnischen Vuokatti wurde er 66., im tschechien Liberec 58.. Zudem nahm Schurakiwskyj in der Saison 2008/09 an vier Continental Cups teil. In Bischofshofen wurde er 57. und 52. sowie in Kranj 37. und 35.. Bei der Universiade in Yabuli nahm er auch teil. In der Disziplin HS90/Gundersen 10 km wurde Zhurakivskyy 21., bei HS 90/Massenstart 13. und im Team Sechster. Im März 2009 wurde Schurakiwskyj in Worochta ukrainischer Meister mit dem Team. In der Saison 2009/10 nahm er in der Nordischen Kombination nur an der Junioren-Weltmeisterschaft teil.
2010 beendete er seine Karriere als Nordischer Kombinierer, in der an fünf Junioren-Weltmeisterschaften, einer Universiade, vier Continental Cups und zwei B-Weltcups teilgenommen hatte, und wechselte zu den Spezialspringern.

### Werdegang Skispringen
Bereits als Nordischer Kombinierer startete er mehrmals als Spezialspringer. Bei vier FIS-Cups: in der Saison 2006/07 in Zakopane, wo er zweimal 59. wurde und in der Saison 2009/10 in Szczyrk, wo er 47. und 26. wurde, beim Teamspringen bei der Universiade in Yabuli 2009, wo das Team den neunten und damit vorletzten Platz belegte. Außerdem half Schurakiwskyj bei den Junioren-Weltmeisterschaften 2007, 2009 und 2010 aus, wo er die Plätze 13, 16 und 15 belegte, denn die Ukraine hätte sonst kein Team stellen können. 2007 trat er in Tarvisio auch selbst bei einem Einzelspringen im Rahmen der Junioren-WM an, wurde aber nur 73. und damit letzter. 2010 wechselte er zu den Spezialspringern.
Seinen ersten internationalen Einsatz hatte er beim Continental Cup in Kranj Anfang Juli als 65. Zwei Tage später erreichte er in Velenje erneut den 65. Platz. Ende Juli trat Schurakiwskyj auch im FIS-Cup im slowakischen Štrbské Pleso an und belegte die Plätze 31 und 15. In Hinterzarten durfte er Anfang August erstmals Luft im Weltcup schnuppern und nahm beim Teamspringen in Hinterzarten teil. Mit Wolodymyr Weredjuk, Witalij Schumbarez und Wolodymyr Boschtschuk wurde er 14. und damit letzter. Erst zwei Monate später sprang er in Wisła beim Continental Cup wieder international und wurde 49. Im Winter belegte Schurakiwskyj in Erzurum beim Continental Cup die Plätze 44 und 49. Im Januar 2011 sprang Schurakiwskyj wieder im FIS-Cup. In Strbske Pleso wurde er 23. und 32. und in Szczyrk 24. und 30. Beim Continental-Cup-Springen am 18. Dezember 2011 im türkischen Erzurum konnte er sich erstmals für den zweiten Durchgang in diesem Wettbewerb qualifizieren und sammelte als 30. auch seinen ersten Continental-Cup-Punkt. Bei den ukrainischen Meisterschaften in Worochta belegte er Platz drei im Einzel und gewann mit der Mannschaft Tarnopols den Teamwettbewerb.
Er lebt in seinem Geburtsort Kremenets.

## Erfolge

### Skispringen

#### Continental-Cup-Platzierungen
| Saison  | Platz | Punkte |
| ------- | ----- | ------ |
| 2011/12 | 130.  | 1      |